# Le Chevalier à la peau de panthère
Vous lisez un « bon article » labellisé en 2013.
Le Chevalier à la peau de panthère ou L'Homme à la peau de tigre (en géorgien : ვეფხისტყაოსანი (Vepkhist'q'aosani), littéralement « Celui à la peau de panthère ») est un poème géorgien d'environ six mille vers écrit par Chota Roustavéli à la fin du XIIe  et au début du  XIIIe siècle. Il est considéré comme « le sommet de la littérature géorgienne » et tient depuis des siècles une place éminente dans le cœur des Géorgiens : la majorité d'entre eux est capable de citer de mémoire des strophes entières du poème et, jusqu'au début du XXe siècle, un exemplaire faisait partie de la dot de toute jeune mariée.
L'histoire se passe en Inde et en Arabie ; elle raconte l'amitié qui unit les deux héros, Avtandil et Tariel, et la quête pour retrouver l'objet de l'amour de ce dernier, Nestane. Dédiée à la reine Tamar qui sert de modèle à Nestane, l'œuvre vante la grandeur et la stabilité du royaume de Géorgie à son âge d'or. Ces héros idéalisés, unis par des amitiés fidèles et par l'amour courtois, se comportent avec générosité, sincérité, dévouement, et proclament l'égalité entre les hommes et les femmes, ainsi qu'une grande joie de vivre.

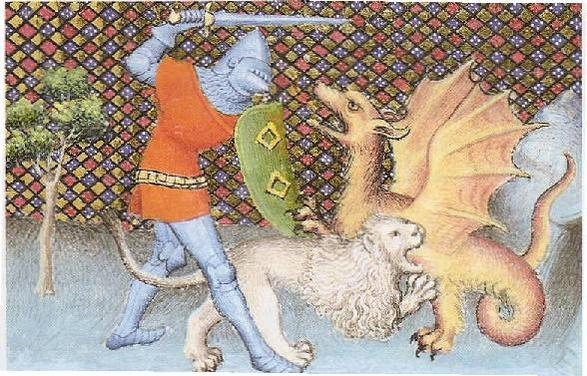
Yvain combat un dragon, manuscrit français du XVe siècle. Roman de Lancelot, Bibliothèque de l'Arsenal, Ms.3480

« Couronnement de la pensée et de l'art poétique et philosophique de la Géorgie médiévale », œuvre complexe, d'une grande richesse et qui transcende les genres, Le Chevalier a été qualifié de « poème épique », de « roman courtois », de « romance chevaleresque », de « romance épique », ou encore de « poème épique comprenant des passages lyriques ». Malgré sa complexité formelle, il porte jusqu'à aujourd'hui, comme l'affirme Jean-Claude Polet, « la vision géorgienne du monde ».

## Histoire de l'œuvre

### Contexte et date

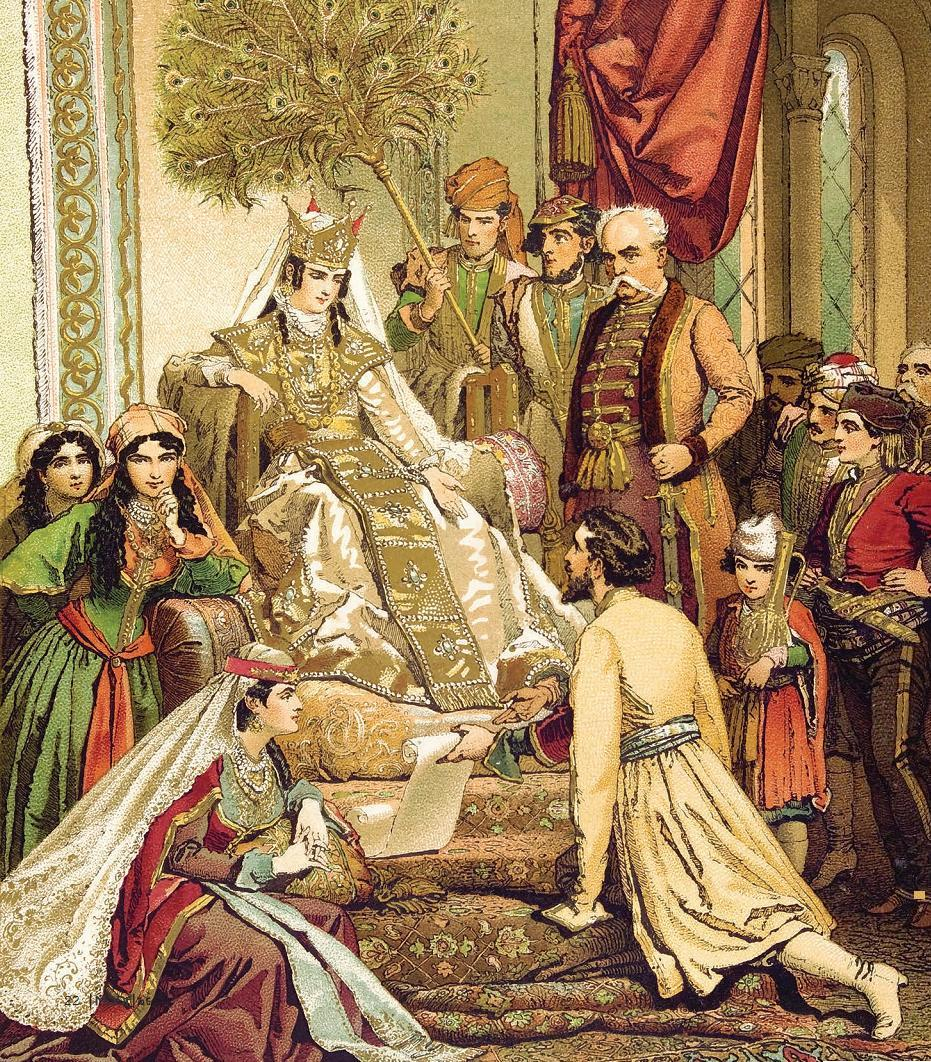
Mihály Zichy, Chota Roustavéli présente son poème à la reine Tamar, vers 1880.

Les dates de la composition du Chevalier à la peau de panthère sont difficiles à établir. La dédicace de l'œuvre à la reine Tamar (strophes 3 et 4) et à son mari David Soslan (str. 1 584 et 1 585) indique qu'elle aurait été composée entre 1189, mariage des deux monarques, ou 1196, et 1207, décès du roi consort.
Cette époque correspond à ce que les Géorgiens considèrent comme l'âge d'or du royaume : le règne de la reine Tamar (1160-1213), qui fut associée au trône par son père Giorgi III en 1178 et régna seule de la mort de celui-ci en 1184 à la sienne. Célébrée par les poètes pour sa beauté, son intelligence et ses qualités diplomatiques, elle agrandit le royaume de Géorgie jusqu'à son extension historique maximale, repoussa les invasions et établit de nombreux protectorats sur les principautés musulmanes et chrétiennes alentour. Sous son règne, l'économie prospéra et les caravanes géorgiennes atteignaient l'Égypte de la dynastie ayyoubide, la Russie kievienne et Byzance. Les sciences médiévales se développèrent, les plus grandes églises de Géorgie furent bâties, et la littérature profane se développa au point d'égaler les plus grands textes religieux, avec des œuvres comme les Tamariani, odes à la reine attribuées à Tchakhroukhadzé, et Abdoulmessiani (« Le Serviteur du Messie »), cycle d'odes archaïsantes de Ioane Chavteli célébrant la reine Tamar et le roi David le Bâtisseur, dont le long règne a inauguré l'âge d'or de la Géorgie (1121-1223).
C'est dans ce contexte d'« essor remarquable » des lettres géorgiennes que Chota Roustavéli composa son poème. Très peu de choses sont connues sur l'auteur du texte. Peut-être originaire de Roustavi, bourgade de la Meskhétie, une province du Sud de la Géorgie, il aurait été proche de la reine Tamar, et peut-être son trésorier. Il aurait aussi participé à nombre de ses campagnes militaires. Et si l'histoire se passe bien loin de la Géorgie, le pays caucasien est reconnaissable par de nombreux éléments : la culture du vin est omniprésente et le roi est une femme, désignée de son vivant comme héritière par son père.

### Sources
Roustavéli affirme adapter en géorgien un conte persan :

« La présente histoire persane en géorgien fut transposée,

Perle solitaire, avec soin de mains en mains redéposée,

Je l'ai trouvée, redite en vers, j'y ai mon âme déposée. »

— (str. 9)
Ce conte persan n'a cependant jamais été retrouvé. Pour Jean-Pierre Mahé, l'utilisation du terme midjnour (de l'arabe majnoun, fou d'amour, passionné) rapproche Le Chevalier à la peau de panthère de l'épopée amoureuse persane Majnoun et Leila, du contemporain Nizami. La majorité des personnages ont des noms persans, mais les spécialistes ont suggéré qu'il s'agissait d'un effet de mode. Une légende rapporte que c'est la reine Tamar qui aurait demandé à Roustavéli de traduire en géorgien une œuvre offerte par un chah vaincu. L'existence d'un conte persan qui aurait servi de modèle est donc sujette à caution.
Selon une deuxième hypothèse, il s'agirait d'une création originale de Roustavéli, inspirée par son amour pour la reine Tamar, décrite sous les traits de Nestane. Les pays lointains où se déroule l'action, ainsi que l'affirmation d'un modèle persan, serviraient à détourner le lecteur du dessein plus personnel du poète : célébrer la reine et lui déclarer secrètement son amour.
Enfin, Roustavéli se serait également inspiré de chansons et de récits populaires sur le héros Tariel. De telles œuvres auraient existé avant le XIIe siècle et s'entendaient encore au début du XXe siècle chez les montagnards de Khevsourétie.

### Manuscrits et éditions

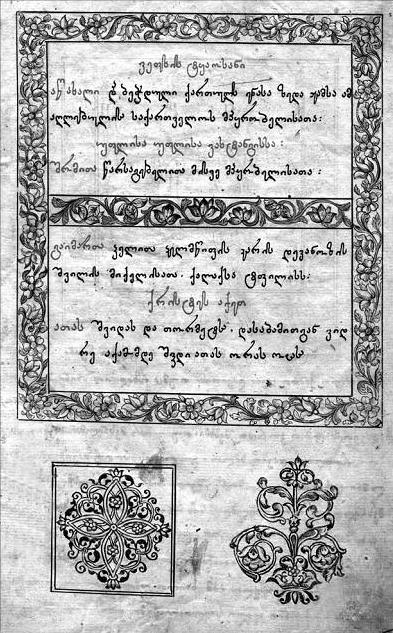
Page de titre de la première édition imprimée, en 1712, à la demande du roi Vakhtang VI.

Les autodafés ordonnés par l'Église, ainsi que les nombreux pillages, invasions et destructions qu'a connus la Géorgie, expliquent qu'il ne subsiste aucun exemplaire contemporain ou postérieur de peu d'années après sa rédaction. On trouve quelques vers dans des manuscrits à partir du XIVe siècle, sur les murs du monastère de Vani, en Samtskhé-Djavakhétie. Un manuscrit perdu, daté probablement de 1443, aurait été utilisé pour la première édition imprimée. Les premiers manuscrits intégraux datent de la fin du XVIe siècle. Le plus ancien manuscrit daté, illustré par Mamouka Tavaqalachvili, donne l'année 1646. L'édition princeps est commandée par le roi Vakhtang VI en 1712 ; il s'agit d'ailleurs de la première impression d'un livre profane en alphabet géorgien. Elle est accompagnée de commentaires et d'un essai critique reconnus pour la qualité de leur méthode analytique et leur haut niveau scientifique, ce qui en fait certainement la première étude de roustvélologie, ou étude de l'œuvre de Roustavéli.
Des vicissitudes qu'a connues le texte avant de nous parvenir, il ressort que l'authenticité de nombreux passages est suspecte, notamment celle du prologue.

## Contenu et forme

### Titre
Le titre géorgien ვეფხისტყაოსანი (Vepkhist'q'aosani) signifie littéralement « Celui avec une peau de vepkhi ». L'identité de l'animal que ce terme désigne n'est pas certaine : tigre ou panthère/léopard. En géorgien moderne, il fait référence au tigre. La recherche moderne semble cependant plutôt le traduire par « panthère » ; la peau de panthère est en effet un motif populaire de la littérature épique perse, présent notamment dans le Shâh Nâmeh de Ferdowsî : Le Livre des rois pourrait être l'une des sources de Roustavéli et est en tout cas présent à l'esprit du lecteur géorgien du XIIe siècle qui dispose d'une traduction dans sa langue. Pour autant, les traductions françaises les plus récentes hésitent encore, et montrent que la question n'est pas tranchée. De même, la qualification de « chevalier » est tirée de l'œuvre elle-même et non du titre original ; d'autres traductions existent, comme « preux » ou simplement « homme ».

### Résumé

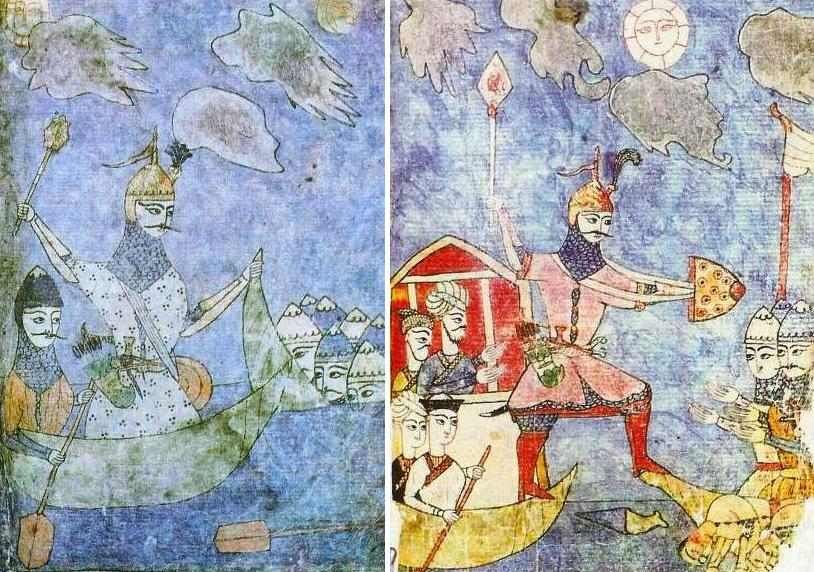
Bataille navale, Mamouka Tavaqalachvili, 1646.

L'histoire peut se diviser en deux parties : la première montre Avtandil à la recherche de Tariel, le chevalier à la peau de panthère, la seconde sa quête de Nestane. 
La recherche de Tariel
Le roi d'Arabie Rostévan institue sa fille Tinatine régente de son royaume et promet sa main au chevalier Avtandil. Lors d'une chasse, un chevalier inconnu portant une peau de panthère tue plusieurs membres de la garde envoyés par le roi pour l'appréhender avant de disparaître. Le roi en est affecté au point de tomber malade. Tinatine demande alors à Avtandil de retrouver ce chevalier et lui promet en échange son amour fidèle. Après trois années de recherche, il trouve enfin le chevalier à la peau de panthère. Ce dernier, nommé Tariel, lui conte alors son histoire :
Fils du roi d'un des sept royaumes de l'Inde, Tariel avait été choisi par Parsadan, roi des six autres royaumes et sans enfant, comme son successeur. Le roi avait pourtant eu une fille, Nestane-Darédjane, qui avait été élevée loin de la cour. Quand Tariel la vit pour la première fois, il en tomba amoureux. Mais elle a été promise au prince du Khwarezm. Tariel ne supporta pas l'idée de ce mariage et, à la demande de Nestane, tua le prétendant. La princesse fut alors placée sur un bateau à la dérive sur les mers. Malgré de très longues recherches Tariel ne la retrouva pas. C'est alors qu'il rencontra Nouradin-Pridon, jeune prince perse, qui lui apprit que Nestane était bien vivante mais prisonnière sur un bateau lointain. Tariel, au désespoir, se retira dans une grotte pour y vivre une vie sauvage avec Asmath, l'ancienne confidente de Nestane et la messagère de leurs amours passées.
Ému par cette histoire, Avtandil promet son amitié à Tariel et s'engage à l'aider à retrouver Nestane. Il rentre en Arabie, rapporte à Tinatine le récit de Tariel et retourne auprès de son ami contre la volonté du roi Rostévan.
La recherche de Nestane.
Avtandil quitte Tariel pour se rendre dans le royaume de Pridon, qui n'avait cependant reçu aucun nouveau renseignement sur Nestane. Poursuivant sa quête, il arrive à Goulancharo, ville du Royaume des mers. Il y rencontre Patmane, femme du chef des marchands Hussein, qui s'éprend de lui. Avtandil, pressentant qu'elle connaît le sort de Nestane, se laisse séduire.
Elle lui raconte alors qu'elle a hébergé Nestane et que, comme on l'avait promise au fils du roi, elle l'a aidée à s'évader ; mais dans sa fuite elle a été enlevée par le roi des démons Kadjis. Avtandil retourne alors chez Pridon puis dans la grotte de Tariel et les trois amis décident d'aller au pays des Kadjis avec une armée de trois cents hommes pour délivrer Nestane. Après l'avoir libérée, tous retournent en Arabie, où le roi Rostévan, ayant pardonné sa fuite à Avtandil, célèbre le mariage de ce dernier avec sa fille Tinatine. Ils partent ensuite pour l'Inde où Tariel retrouve ses sept royaumes et épouse Nestane. Pridon repart dans sa patrie et les trois amis règnent avec prospérité et générosité sur leurs royaumes respectifs.

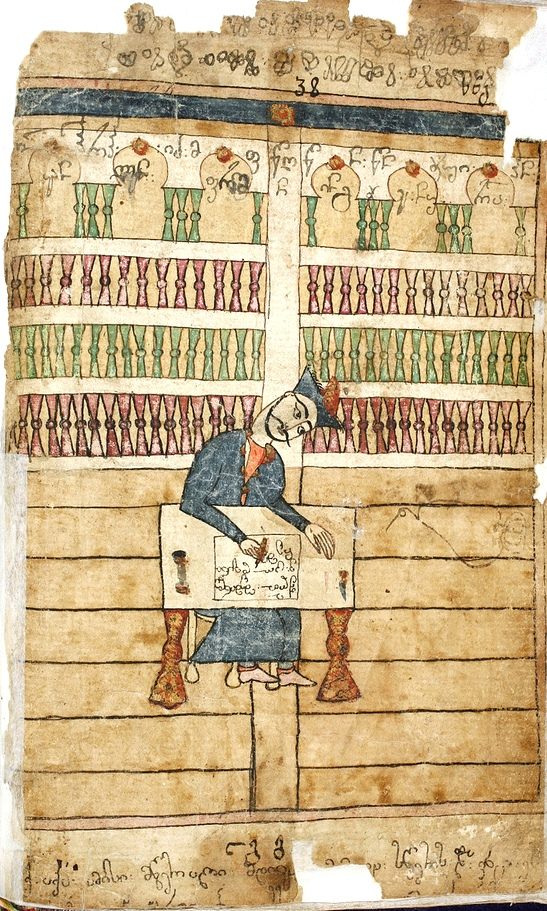
Roustavéli écrit son poème, miniature tirée du manuscrit de Mamouka Tavaqalachvili, 1646.

### Métrique
Le Chevalier à la peau de panthère est composé en quatrains monorimes dont le nombre varie selon les éditions de 1 550 à 1 700. Ce type de strophe se nomme chaïri. Chaque vers est constitué de seize syllabes, divisé en deux hémistiches de huit syllabes. Chaque hémistiche est à son tour partagé en deux segments égaux (dits  maghali chaïri, c'est-à-dire « strophe supérieure ») ou asymétriques (dabali chaïri, « strophe inférieure »). La manière de couper les hémistiches est homogène dans chaque strophe. Dans les « strophes inférieures », les césures définissent souvent un rythme syllabique 3/5/8, correspondant à peu près au nombre d'or : si ce rythme se retrouve dans nombre de littératures à des époques très différentes, et notamment dans des poèmes de Khevsourétie (région caucasienne du Nord-Est de la Géorgie), Roustavéli est le seul poète au monde à avoir composé une grande œuvre épique entière sur ce principe.
Les rimes sont souvent très riches, de deux syllabes dans les strophes supérieures et de trois syllabes dans les strophes inférieures.

### Composition
Le texte a été découpé en cinquante-sept chapitres dans la première édition de 1712. La narration est dynamique et évite les répétitions. La tension est croissante et les situations dramatiques s'enchaînent avec naturel et logique. Les quelques retours en arrière (analepses) n'empêchent pas la continuité du fil narratif.
Le nombre de monologues dans le poème s'élève à soixante-dix, auxquels il faut ajouter une quinzaine de lettres. Ils sont principalement lyriques : les personnages y décrivent leurs sentiments, ils ne délibèrent pas sur les choix qu'ils doivent effectuer. Ces monologues ne font pas avancer l'action mais ils la rythment. Ils peuvent être imbriqués et le personnage devient alors également narrateur. À l'exception du prologue et de la dédicace finale, le poète s'efface donc souvent pour laisser s'exprimer directement les personnages : il en ressort que le poème prend un aspect lyrique et vivant qui permettait des lectures publiques ou des représentations théâtrales émouvantes.

## Symétrie des lieux et des personnages

### Les lieux
Le poème est placé bien loin de la Géorgie dans des contrées que le poète n'a certainement jamais visitées : l'Arabie, l'Inde et « Cathaï » c'est-à-dire la Chine. Les indications restent vagues et ne désignent aucun site précis. C'est bien la Géorgie qui est évoquée par le truchement de ces contrées lointaines. Il semble que le choix des lieux se réfère surtout au caractère national de ces peuples : les Arabes sont présentés comme plus rationnels, comme le roi Rostévan et le chevalier Avtandil, et leurs capacités de communication et d'action permettent de sortir des impasses. À l'inverse, les Indiens apparaissent plus émotionnels et impulsifs et causent involontairement des catastrophes, à l'image de Tariel et de Nestane. Cette opposition se trouve par exemple dans les deux adultères : si Avtandil cède à Patman, c'est dans l'espoir d'apprendre rapidement où est Nestane ; au contraire, quand Tariel fait des avances à Asmath, c'est son seul désir qui le pousse à agir ainsi.
Les autres lieux cités, comme la Kadjétie ou pays des démons Kadjis, sont imaginaires. Goulancharo, capitale du Royaume des mers, a été comparée à Venise.

### Un carré de personnages

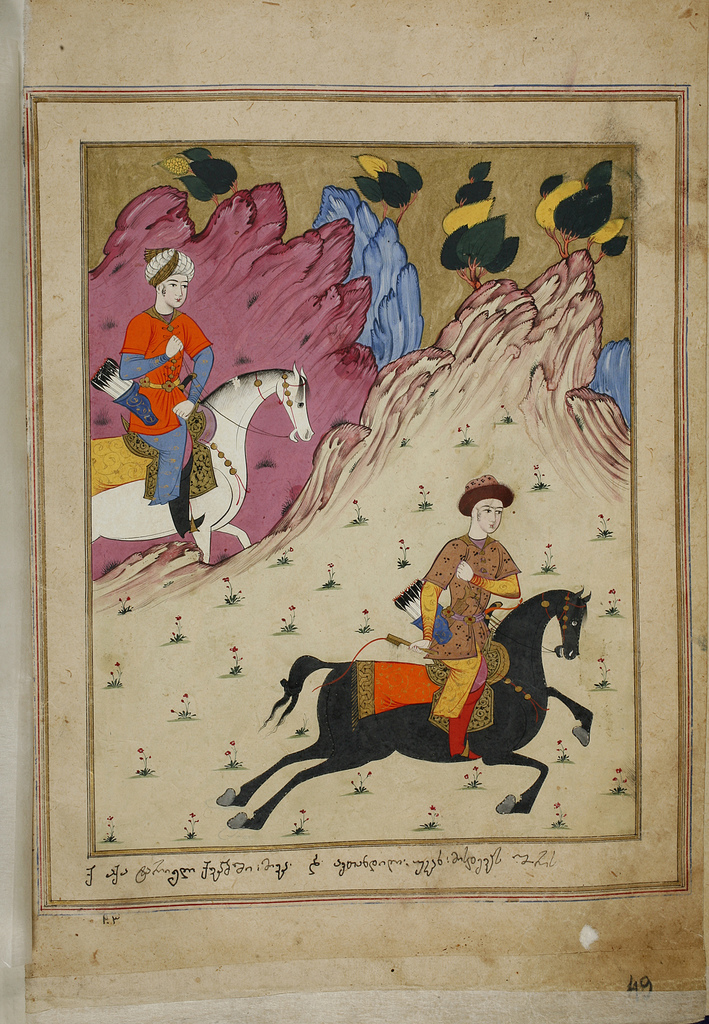
Avtandil retrouve Tariel, miniature du manuscrit MG 1891 du Centre national des manuscrits de Géorgie, XVIII.

Les personnages sont organisés en deux groupes symétriques, l'un en Arabie, l'autre en Inde : définissant des types qui se manifestent chacun en deux avatars, l'un indien et l'autre arabe.

#### Le chevalier courageux et fidèle: Avtandil et Tariel

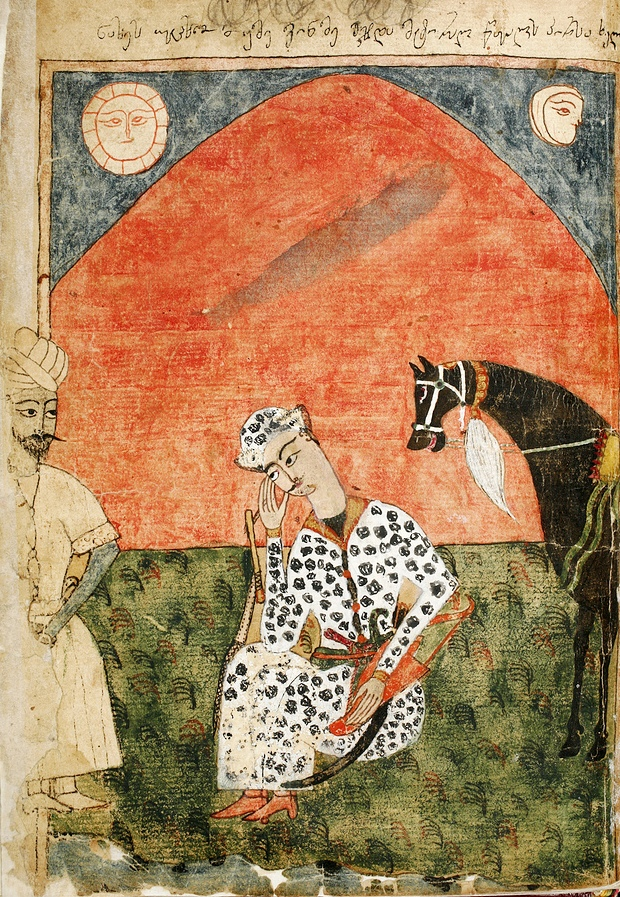
Tariel, Mamouka Tavaqalachvili, 1646.

Ces deux personnages représentent les caractères les plus achevés d'ami et d'amant, à la fois héros capables d'amour courtois et hommes doués de libre arbitre. Ils occupent initialement, dans les royaumes dont ils dépendent, la même charge d'amirbari, traduit souvent par « amiral » mais signifiant plus sûrement « intendant » ou « maire du palais ». Malgré cette fonction importante (perdue par Tariel pendant l'essentiel du poème, mais retrouvée à la fin) qui leur impose la soumission à leurs souverains respectifs, l'un et l'autre sont libres ; ils obéissent seulement à une injonction de leur amante : dès lors, leur dévouement amoureux est sans faille. L'engagement amical réciproque d'Avtandil et de Tariel, l'amitié qu'ils se jurent, s'étend à un troisième avatar du même type, Nouradin-Pridon : moins présent dans l'œuvre, il n'en est pas moins doué des mêmes qualités héroïques.
Tariel se distingue cependant par son attribut sauvage : la peau de panthère. Les qualités associées à l'animal (puissance, intelligence, ardeur…) ajoutent l'impression que ses sentiments, son dévouement et son courage, comme sa haine et sa violence, sont extrêmes et incontrôlables. Il est à rapprocher de saint Georges terrassant le dragon dont le culte était particulièrement vigoureux au XIIe siècle notamment dans l'épisode où Tariel tue un lion et une panthère (str. 896 à 904).

#### L'amante fidèle et patiente: Tinatine et Nestane-Darédjane
Bien qu'ils participent peu à l'action, les personnages féminins de Tinatine et Nestane-Darédjane sont constamment présents dans la bouche et les pensées des chevaliers et justifient la tension narrative dans son ensemble. Princesses héritières, d'un rang plus élevé que leurs chevaliers servants, elles sont inspirées par la reine Tamar ou bien en sont le reflet : chacune est souveraine dans son royaume. Tinatine choisit elle-même son époux, et la référence à Tamar s'enrichit du rôle du roi, son père Rostévan, qui cède de son vivant le pouvoir à sa fille, comme Georges III a associé Tamar au trône en 1178, soit six ans avant sa mort. Tinatine est un personnage statique qui ne quitte à aucun moment la cour de son père en Arabie. Nestane, bien qu'emportée prisonnière sur les mers et dans des régions lointaines, est tout aussi passive. Leur assurance, leur droiture, leur maîtrise d'elles-mêmes ne s'attendrit que dans l'amour filial chez Tinatine quand elle voit son père souffrir et dans l'amour exigeant que les deux femmes portent à leurs amants respectifs.
Patman est une représentation altérée de ce type : infidèle, elle n'en est pas moins maître de la guilde des marchands en l'absence de son mari.

## Des relations humaines exemplaires
La société dans laquelle vivent les personnages est structurée par deux types de relations entre les individus : l'amour, noble, élevé, héroïque, qui est associé à l'amitié entre chevaliers, faite de fidélité et d'abnégation. Mais si Le Chevalier insère dans une société idéale des caractères achevés d'êtres humains parfaits, il est à noter que le merveilleux en est quasiment absent ; seuls apparaissent les démons Kadjis, et Roustavéli conclut abruptement la description de leurs pouvoirs magiques ainsi : « Mais, pareils à nous, ce ne sont que des êtres en chair, des hommes. » (str. 1237). Très peu de merveilleux, donc, mais pas de réalisme non plus : le monde et les hommes qui l'habitent sont idéalisés.

### Amour

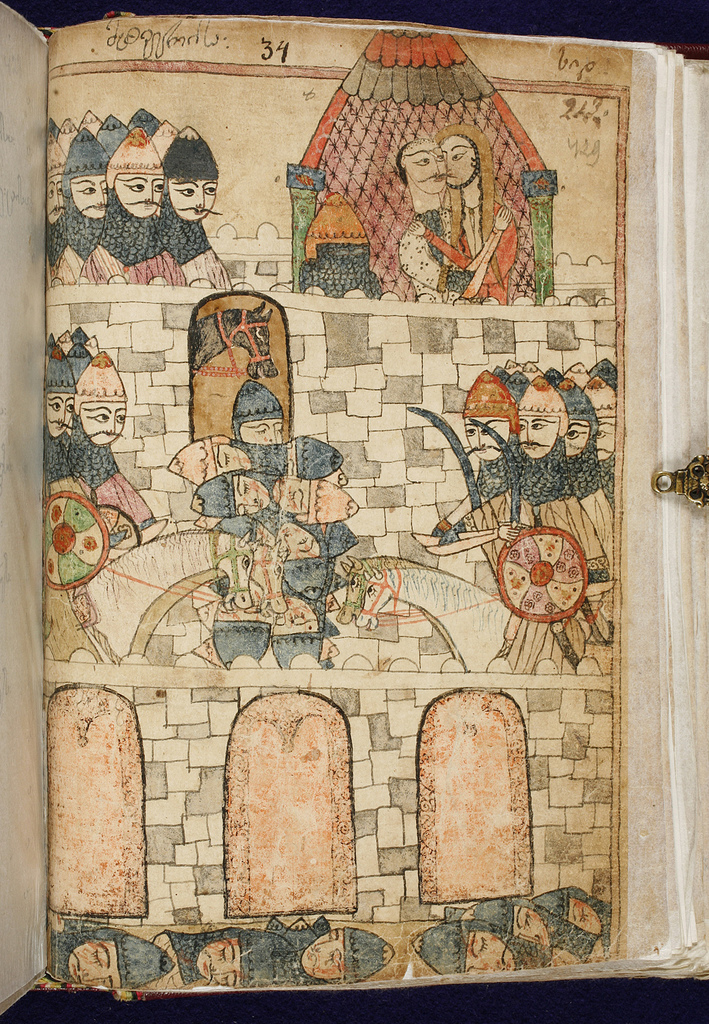
Attaque contre les Kadjis et retrouvailles de Tariel et Nestane, Mamouka Tavaqalachvili, 1646.

Dans le prologue, Roustavéli distingue trois types d'amour : un amour divin, céleste, inaccessible à la raison ; un amour physique proche du « rut » (str. 21) ; et enfin, celui que décrit toute l'œuvre, un amour terrestre mais élevé, la passion amoureuse. Pur et constant, il n'attend pas l'amour en retour. Cet amour ne peut être ressenti que par un esprit fort, élevé, un amant « beau, égalant la beauté solaire, / Sage, fortuné, généreux, jeune et disponible pour plaire / Et puis tolérant, éloquent, vainqueur des preux qui sur sol errent. » (str. 23). La possibilité d'éprouver un amour de cet ordre est conditionnée par les qualités naturelles qui rendent un être humain exemplaire. Dès lors, le preux doit gagner sa belle par un comportement irréprochable : une dévotion constante, le rejet des devoirs sociaux et une loyauté pleine d'abnégation. L'amour est « un procès sévère pour l'homme comme pour la femme ». Cet amour a deux facettes : le couple Tariel-Nestane, « nocturne », vit une passion destructrice qui éloigne le chevalier de la communauté humaine et le rapproche de la sauvagerie ; à l'inverse, l'amour d'Avtandil, héros « diurne », est une force qui le pousse à se dépasser.
La fidélité de Nestane, qui emplit l'œuvre et soutient la tension dramatique bien avant que n'apparaisse le personnage, est un modèle de droiture. Quand on lui annonce qu'elle sera mariée contre son gré, elle proteste avec vigueur puis en soutient les conséquences avec courage et stoïcisme. Pour les trois héros qui partent à son secours, sans peur et pleins d'abnégation, le combat se veut une quête de justice. La conquête amoureuse est d'ailleurs notablement absente du poème. Les deux relations amoureuses sont parallèles et ne se mêlent jamais. La fraternité entre les deux héros empêche ce type de péripéties.
L'amour, comme l'amitié, donne lieu à des descriptions hyperboliques. L'image du « sanglant torrent de larmes » (str. 305) surgit à de nombreuses reprises entre les récits pathétiques des malheurs des personnages : « Le torrent des larmes du preux coule et va rejoindre la mer, / De couche lui sert l'univers, son bras est un coussin amer. » (str. 179). La métaphore astrale est constamment utilisée pour désigner les personnages ; elle seule peut exprimer leur beauté et leur magnanimité :

« Tariel va à son devant [au devant d'Avatandil], deux soleils se trouvent si près
Ou bien deux lunes déversant des cieux leur clarté sur le pré.
Auprès de leurs corps élancés un cyprès n'est plus un cyprès.
Les sept planètes, dirait-on, à quoi d'autre les comparer ? »

— (str. 278)

### Amitié

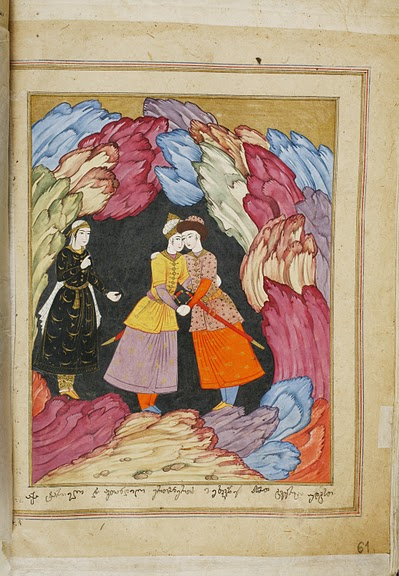
Avtandil et Tariel dans la grotte, avec Asmath, miniature du manuscrit MG 1891, XVIII.

Cependant, il faut que l'amour attende quand le chevalier doit répondre à l'appel de l'amitié. L'amitié jurée entre les trois héros Avtandil, Tariel et Pridon, ressort narratif de toute l'épopée, les lie en même temps qu'elle lie leurs peuples. Car si les trois hommes appartiennent à des nations différentes, ils se retrouvent dans les mêmes aspirations et le même objectif et c'est l'union de leurs forces qui permet de détruire la tyrannie et le mal que représentent les Kadjis. Cette amitié, faite d'honnêteté et de courage, exempte de lâcheté et de flagornerie, doit aller jusqu'à la mort si cela est nécessaire. Elle est également possible entre personnes de sexes différents : c'est le cas de Tariel et d'Asmath qui partagent la même grotte en toute fraternité.
Cependant, amour et amitié sont intimement liés : l'amour élève le chevalier et le pousse à l'héroïsme mais ne se réalise pleinement qu'avec le secours d'une amitié désintéressée et d'une fidélité absolue. Les deux sentiments s'expriment d'ailleurs dans les mêmes termes : en apprenant le départ d'Avtandil contre sa volonté, le roi Rostévan « s'arrache la barbe, se griffe ; / « Gardant ta tête, tu n'es seul et te passes de mots câlins, / Mais moi, que vais-je devenir, demeuré chez moi au déclin ? / Je t'ai adulé dans mon cœur et me retrouve orphelin  » ! » (str. 812-813). Plus encore, le bonheur des uns est conditionné par le bonheur des autres : Tinatine autorise Avtandil à repartir auprès de Tariel, parce qu'il est du devoir de son prétendant de secourir l'ami auquel il a promis son aide.

## Morale, religion et philosophie

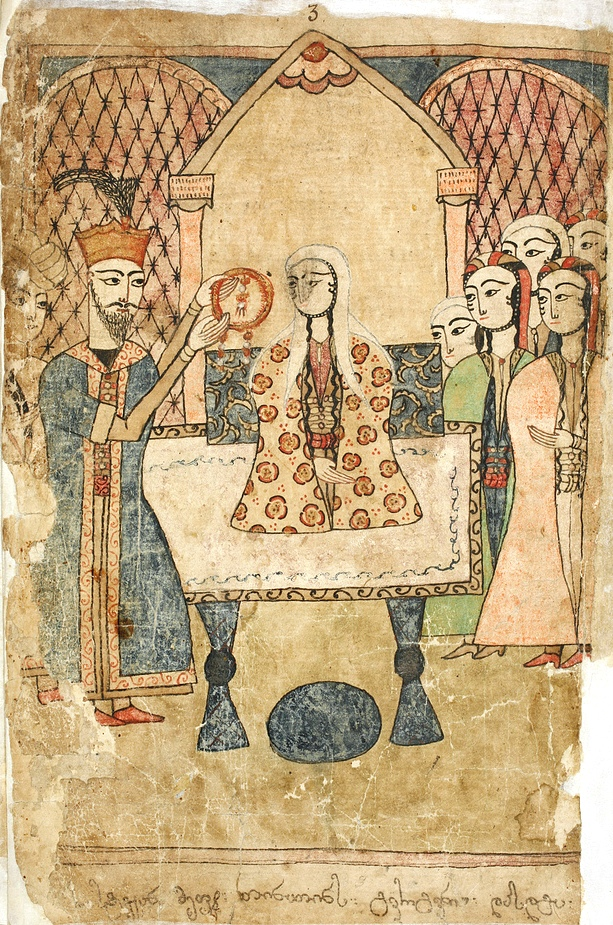
Couronnement de Tinatine, Tavaqalachvili, 1646.

La fréquence des sentences et leur longueur qui peut atteindre deux strophes est particulièrement notable. Aujourd'hui encore, Roustavéli est une source d'aphorismes cités au quotidien que la plupart des Géorgiens peuvent citer de mémoire.

### Valeurs
La glorification de l'amour courtois conduit Roustavéli à condamner fermement le mariage forcé. Il en ressort aussi une admiration pour la femme et la revendication de l'égalité entre les sexes : « Les lionceaux naissent égaux de nature mâle ou femelle. » (str. 39). Si Tamar est la première souveraine du pays, le fait que des femmes ont une fonction politique n'était alors pas nouveau en Géorgie, placée sous le patronage de la Vierge Marie et convertie au christianisme par sainte Nino au IVe siècle. Il n'était pas rare que des femmes soient associées au pouvoir. Ce « culte de la femme » célèbre son honneur et sa liberté de choisir son mari ; Nestane est le modèle d'une femme magnanime qui met la raison au-dessus des passions. À l'égal de l'homme, la femme peut nouer une amitié sincère avec le sexe opposé, sans amour et sans désir : ainsi Asmath se dévoue à Tariel. L'esclavage est également condamné dans le poème.
La haute valeur de la générosité est affirmée dès le premier chapitre par ce conseil que Rostévan adresse à sa fille Tinatine qu'il vient de couronner : « Boire et manger nous font du bien, à quoi sert l'or non répandu ? / Ce que tu donnes t'appartient, ce que tu détiens est perdu ! » (str. 50) ; la première action de Tinatine en tant que reine est de donner à son peuple toutes ses richesses « sans garder la moindre parcelle. » (str. 52).
Politiquement, le poème n'est pas exempt de patriotisme. L'État doit être dirigé par un pouvoir central fort et autocratique. En revanche, les souverains sont tenus à la justice et à la prudence. Cette admiration portée aux dirigeants et aux chevaliers s'oppose au mépris avec lequel sont traités les marchands.
D'une manière générale, le poème est un « manifeste de la joie de vivre » : Dieu ne crée que le bien dans un monde « empli de joie » (str. 696), « Dieu envoie la victoire à celui qui connut jadis la misère. » (str. 1 375). La réussite des trois héros dans la libération de Nestane montre que la justice peut exister sur terre ; avec suffisamment d'audace et de persévérance, on peut trouver le bonheur ici-bas.